# 한국농수산진흥회
한국농수산진흥회는 농수산물의 건전한 생산과 소비 및 유통을 진흥하고 이를 촉진시키기 위한 정부와 지방자치단체의 농수산정책을 모니터링하며, 이를 통해 지속 가능한 생명중심의 공동체를 살려 더불어 사는 새로운 양식을 챵조할 목적으로 설립 목적으로 2010년 4월 8일 설립된 대한민국 농림축산식품부 소관의 사단법인이다.